# Лісовий жайворонок
Лісовий жайворонок (Lullula) — рід горобцеподібних птахів родини жайворонкових (Alaudidae). Жайворонок лісовий (Lullula arborea), що мешкає в Євразії і Північній Африці, є єдиним живим представником цього роду. Відомо також кілька викопних представників цього роду.

## Вимерлі види
- †Lullula balcanica - (пізній пліоцен, Виршець, Болгарія)[4]
- †Lullula slivnicensis - (пізній пліоцен, Сливниця, Болгарія)[4]
- †Lullula minor - (пізній міоцен, Полгарді, Угорщина)[5]
- †Lullula parva - (пліоцен, Чарнота, Угорщина)[5]
- †Lullula minuscula - (пліоцен, Беременд, Угорщина)[5]
- †Lullula neogradensis - (сіоцен, Матрасолош, Угорщина)[6]